# Patriciër
Patriciër of Patricius in het Latijn is oorspronkelijk de naam voor de leden van enkele Romeinse geslachten. Men geloofde in het begin van de stichting dat de patriciërs de Romeinen waren die afstamden van Romulus, de legendarische stichter van het Romeinse Rijk; het hoofd (pater of vader) van zo'n familie was lid van de Senaat. Patriciërs waren met andere woorden dus leden van de Romeinse adel, en die betekenis heeft het woord de dag van vandaag nog in vele landen. Naast de patriciërs waren er plebejers of het plebs. De benaming voor het geheel van alle patricische families tezamen is het patriciaat.

## In de Lage Landen
Het begrip patriciër herleefde in de Lage Landen tijdens de late middeleeuwen, toen in de steden de voornaamste geslachten zich groepeerden om de hogere bestuurlijke functies zoals burgemeester of schepen in een beurtrol te verdelen. Men werd tot zo'n functie slechts toegelaten indien afstamming van een van de geaccepteerde familiegeslachten aantoonbaar was. 
De patriciërs zijn een deel van de derde stand.